# 新竹捷運
新竹市大眾捷運系統，簡稱新竹捷運，為新竹市所規劃的輕軌運輸系統，因此又被稱作新竹輕軌。為中華民國一座最早於1989年提出的大眾捷運系統，服務範圍廣及新竹市、新竹縣，當時稱作「新竹都會區大眾捷運系統」。後因諸多因素未興建，僅優先推動路線六家線於2011年通車啟用。而捷運路網則於2001年改規劃為輕軌運輸系統，最早僅新竹市規劃路網。其後新竹縣、新竹市、苗栗縣、竹科管理局曾在2007年聯合提出竹竹苗輕軌，但未進入細部規劃。後來範圍縮限至新竹縣市，於2012年、2014年各提出過路網規劃。至2020年則又將範圍縮至新竹市，稱作「新竹市大眾捷運系統」，俗稱大新竹輕軌計畫，其中的新竹環線輕軌列入前瞻基礎建設計畫。同年新竹市計劃又將環線輕軌拆分為紅、藍、橘等線，並新增綠線，其中藍線交由新竹縣負責規劃辦理，新竹縣於2022年路網規劃中再新增黃、淺藍、棕、紫等線。

## 路線
| 路線     | 路線   | 路線                       | 區間                             | 長度（公里） | 長度（公里） | 現況         | 系統         | 機廠           |
| -------- | ------ | -------------------------- | -------------------------------- | ------------ | ------------ | ------------ | ------------ | -------------- |
|          | 紅線   | 第一階段                   | 六家車站－新竹國小               | 14.0         | 17.1         | 先期路網     | 輕軌運輸系統 | 頭前溪南岸機廠 |
| 第二階段 | 紅線   | 新竹國小－經國民權路口     | 3.1                              | 中期路網     | 17.1         |              | 輕軌運輸系統 | 頭前溪南岸機廠 |
|          | 綠線   | 第一階段                   | 新莊車站－東大武陵路口           | 中期路網     | 7.4          | 13.1         | 輕軌運輸系統 |                |
| 第二階段 | 綠線   | 東大武陵路口－東大海濱路口 | 5.7                              | 遠期路網     |              | 13.1         | 輕軌運輸系統 |                |
|          | 橘線   | 橘線                       | 介壽力行路口－同步輻射研究中心   | 遠期路網     | 7.1          | 7.1          | 輕軌運輸系統 |                |
|          | 藍線   | 藍線                       | 六家車站－竹北－新竹             | 11.8         | 11.8         | 竹縣優先推動 | 輕軌運輸系統 |                |
|          | 黃線   | 黃線                       | 東大武陵路口－竹北西區－竹北車站 | 不明         | 不明         | 竹縣優先推動 | 輕軌運輸系統 |                |
|          | 淺藍線 | 淺藍線                     | 六家車站－芎林                   | 不明         | 不明         | 尚在研議中   | 輕軌運輸系統 |                |
|          | 棕線   | 棕線                       | 新竹科學園區－竹東               | 不明         | 不明         | 尚在研議中   | 輕軌運輸系統 |                |
|          | 紫線   | 紫線                       | 湖口車站－新竹工業區－竹北       | 不明         | 不明         | 尚在研議中   | 輕軌運輸系統 |                |

- 藍線、黃線、淺藍線、棕線、紫線由新竹縣提出路廊，但未有細部規劃，因此未列入送審中央的報告[2][3]。

## 歷史

### 中運量捷運系統規劃時期

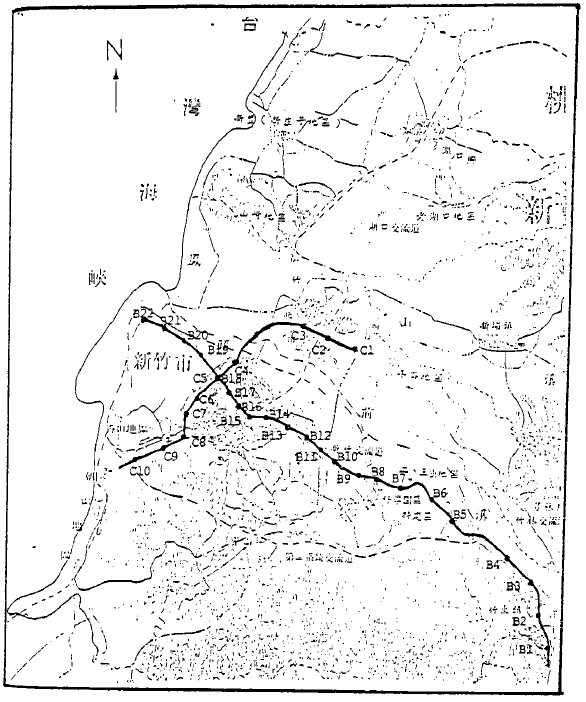
交通部運輸研究所於1990年製作的新竹捷運路網規畫

1989年10月，交通部運輸研究所著手展開對新竹都會區的大眾捷運系統規畫，並於隔年6月完成「新竹都會區大眾捷運系統可行性研究」。「新竹都會區大眾捷運系統可行性研究」中，交通部運輸研究所提出甲、乙、丙三路網方案，其中甲方案由A線及B線組成，A線起自新竹工業區、迄於新竹市香山區，長19.5公里、設14站:220，B線起自新竹縣竹東鎮，與台鐵內灣線交會，穿越新竹市區迄於頭前溪岸，長21公里、設18站:221~222，路網總長40.5公里，設32站:231；乙方案也由兩路線組成，其中一線與甲方案的B線完全相同，另線則改良甲方案A線，長約20.5公里、設12站:225，路網總長41.5公里，設30站:231；丙方案則整合甲、乙方案，結合為一綜合方案，路網總長48.5公里，設37站:226。
而在考量諸多因素後，交通部運輸研究所認為乙方案較能兼顧運輸及都市發展需求:233，再以乙方案為藍本，修改為由「新竹－竹東線」及「新竹－竹北線」組成的路網，分別長24.5公里、13.5公里，設22站及18站，總長38公里、設40站，並建議採中運量系統，進入後續評估:234~236:245。交通部運輸研究所預估，新竹都會區大眾捷運系統建設成本約680億，並認為由「新竹－竹東線」及「新竹－竹北線」能分別於1998年及2001年展開營運:IV。

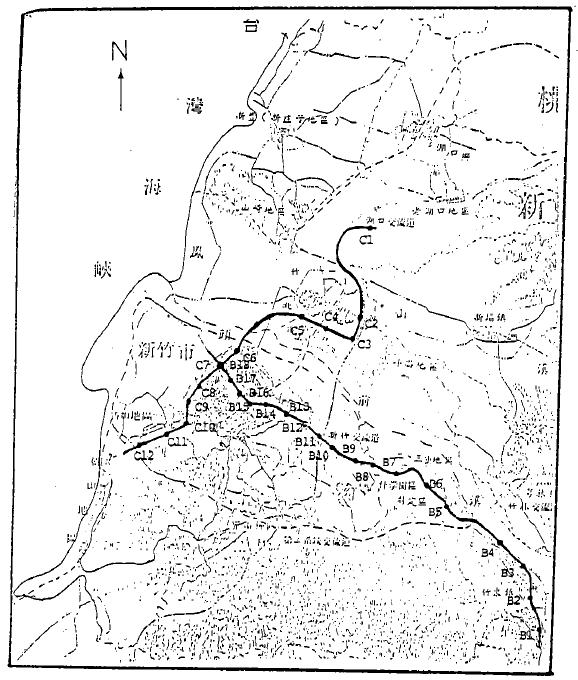
乙案示意圖
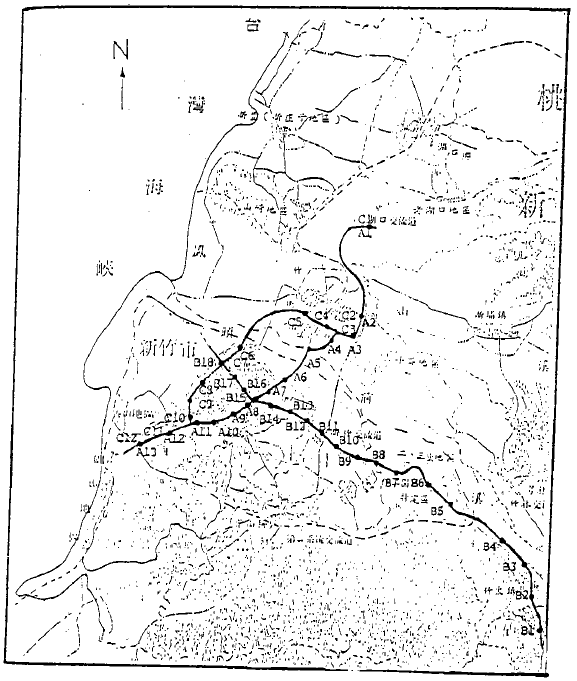
丙案示意圖

1990年12月29日，在行政院台79交39519號函的命令下，中華民國政府開始辦理新竹都會區及其他三個台灣省省轄都會區大眾捷運系統的規畫，而同日臺灣省政府也於其住宅與都市發展局下成立捷運工程處，新竹都會區大眾捷運系統的各項規畫與建設工作正式展開。1995年，台灣省政府住宅及都市發展局委託國際亞新工程顧問公司進行新竹都會區大眾捷運系統的進一步規畫。
1998年，中華民國實施精省政策，隔年，交通部高速鐵路工程局接辦原先臺灣省政府負責的捷運系統與捷運建設規畫業務，同年，交通部高速鐵路工程局完成《新竹都會區大眾捷運系統規劃報告》，規畫新竹都會區大眾捷運系統由紅、藍二線組成，其中紅線以台鐵機場支線（今鐵道路）為起點，以高鐵新竹站為終點，計12.5公里，設14站，藍線則由高鐵新竹站經新竹縣政府至牛埔地區，長約12.5公里，設12站，全路網總長26公里，共設26站。
隨後，交通部高速鐵路工程局於1999年、2002年兩度將新竹都會區大眾捷運系統之規畫提報交通部審查，然而交通部認為新竹都會區大眾捷運系統的建設投資龐大、財務效益偏低，在與地方政府溝通協調後，交通部高速鐵路工程局與地方政府達成「整合有限資源作最有效運用」之共識，決定以「結合新竹捷運紅線與台鐵內灣支線改善」的方向作為優先推動方案。
同一時間，1999年7月，新竹市政府也以「新竹市輕軌運輸系統規劃及建設執行計畫」為名，自行規劃新竹市內的輕軌運輸系統路網，建議路網採紅、綠二線，總長27.2公里、設32站，預估預算約130億，然而最終因經費問題不了了之。

### 優先推動方案

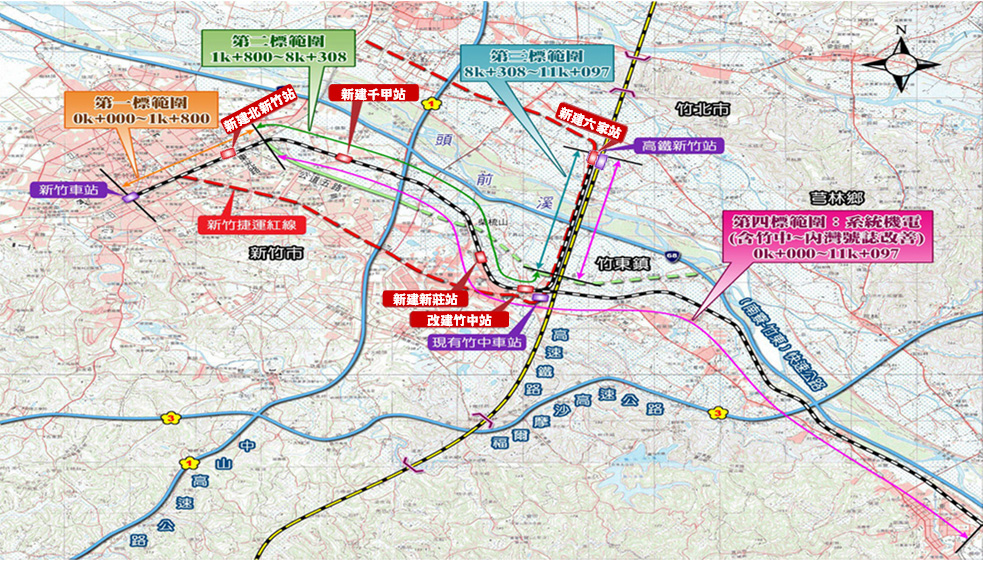
臺鐵新竹內灣支線改善示意圖

2003年2月24日，交通部同意以「結合新竹捷運紅線與台鐵內灣支線改善」作為新竹都會區大眾捷運系統的優先推動方案，隨後交通部高速鐵路工程局隨即依此展開相關規劃，於同年6月完成《新竹都會區大眾捷運系統先期計畫－台鐵內灣支線改善規劃報告》，並於7月8日提報交通部審查，交通部便於8月25日召開會議同意該案，轉交行政院核定，9月27日，行政院正式核定該案，並同意列入新十大建設辦理。2004年11月15日，行政院環境保護署有條件通過「台鐵新竹內灣支線改善計畫」的環境影響評估。
環境保護署通過環境影響評估後，交通部鐵路改建工程局便於2004年11月12日依此進行後續推動作業，改善或新建的路段長11.1公里，新設世博、竹科、竹中及六家等四站，新購電聯車12輛，投入約82.59億元，於2011年11月11日通車啟用。

### 竹竹苗輕軌

竹竹苗捷運系統預想圖

2007年4月18日，新竹市市長林政則、新竹縣縣長鄭永金、苗栗縣縣長劉政鴻等竹竹苗三縣市首長與新竹科學園區管理局局長黃得瑞於新竹市召開座談會時，一致決定成立竹竹苗三縣市輕軌捷運系統推動小組，並決議於此之後辦理輕軌建設可行性評估，推動輕軌捷運建設；新竹科學園區管理局局長黃得瑞認為，藉此能讓大新竹成為一國際化城市。2007年11月30日，正式委託美商美聯科技股份有限公司台灣分公司進行可行性評估:2。
2008年9月1日，竹竹苗三縣市首長、新竹科學園區管理局秘書再次於新竹市召開座談會，考量路網限制等因素，共同決定優先推動紅線、綠線及藍線，並規畫於二期延伸湖口、銅鑼、後龍與苗栗，並再考量新竹科學園區需求，以新竹與竹北範圍的路線為最優先預估於2016年通車。紅線、綠線及藍線預估工程經費各需新臺幣119.7億、227.1億、88.8億元，總長約54.7公里。
2008年10月，竹竹苗輕軌可行性研究承包商美商美聯科技股份有限公司台灣分公司評估，考量到預算、運量等因素，決定以運量較高的紅、綠、藍線為初期路網優先推動，其餘黃、橘線等則將作為長期方案推動，預估三線總預算約476億元，總長約59.44公里:5。
| 路線:4     | 路線:4         | 路線:4         | 長度                             | 起訖                                     | 系統                   |
| ---------- | -------------- | -------------- | -------------------------------- | ---------------------------------------- | ---------------------- |
|            | 竹竹苗輕軌紅線 | 竹竹苗輕軌紅線 | 12.27                            | 鐵道路後湖橋－竹中車站                   | 輕軌運輸系統（低運量） |
|            | 竹竹苗輕軌橘線 | 竹竹苗輕軌橘線 | 7.32                             | 台元科技園區環北路大門－竹科園區一路大門 | 輕軌運輸系統（低運量） |
|            | 竹竹苗輕軌黃線 | 竹竹苗輕軌黃線 | 11.42                            | 中華經國路口－上員車站                   | 輕軌運輸系統（低運量） |
|            | 竹竹苗輕軌藍線 | 竹南頭份段     | 14.71                            | 公義科學路口－獅山多功能運動公園         | 輕軌運輸系統（低運量） |
| 苗栗市段   | 竹竹苗輕軌藍線 | 18.14          | 後龍車站－聯合大學二坪山校區     |                                          | 輕軌運輸系統（低運量） |
|            | 竹竹苗輕軌綠線 | 新竹縣市段     | 17.70                            | 東興路二段439巷－三姓橋車站              | 輕軌運輸系統（低運量） |
| 新竹竹南段 | 竹竹苗輕軌綠線 | 9.11           | 三姓橋車站－公義科學路口         |                                          | 輕軌運輸系統（低運量） |
| 竹南頭份段 | 竹竹苗輕軌綠線 | 5.65           | 公義科學路口－竹南車站           |                                          | 輕軌運輸系統（低運量） |
|            | 連接線         | 新竹內灣線     | 20.34                            | 竹中車站－內灣車站                       | 輕軌運輸系統（低運量） |
| 湖口新竹線 | 連接線         | 15.67          | 中華光明十四街口－湖口車站       |                                          | 輕軌運輸系統（低運量） |
| 竹南苗栗線 | 連接線         | 14.57          | 竹南車站－後龍車站               |                                          | 輕軌運輸系統（低運量） |
| 苗栗銅鑼線 | 連接線         | 9.51           | 聯合大學二坪山校區－銅鑼科學園區 |                                          | 輕軌運輸系統（低運量） |

2010年，在竹竹苗輕軌送交交通部審查後，交通部認為竹竹苗輕軌的自償率過低，且詳細分析運量問題，因此決定將竹竹苗輕軌與同時期申請的七案悉數予以退回，新竹市也於此後依據該經驗，進一步推動竹竹苗公共運輸計畫，希望帶動公共運輸成長，新竹市政府並於2014年決定依竹竹苗輕軌的規畫，擇定二條路線推動捷運先導公車，預先培養運量。

### 新竹地區輕軌及大新竹GRT系統
在竹竹苗輕軌遭行政院退件後，2012年新竹市市長許明財在與新竹縣政府會談中，提出商請縣府同意市府擔任新竹地區輕軌計畫規劃主辦單位，其後向中央提出了《新竹地區輕軌系統建設計畫申請書》，再度將輕軌範圍縮回新竹縣市:4-5。
2013年12月，許明財擬訂新竹市PRT BOT試辦計畫，自新莊車站經埔頂路、慈雲路、光復路一路高架到新竹車站，第一期長度約8.4公里，經費60億餘元。隔年8月，新竹市副市長游建華考察歐洲GRT及PRT系統向市府報告。同時，高鐵局副局長張武訓也表示新竹適合使用門對門的PRT系統。隔月，許明財提出16.9公里、21站、預算約90多億元的高架G/PRT路線規劃（亦有135億的報導），分為兩條路線，其一為「園區至市區東大吉羊站」；另一為「園區至竹北縣政九路站」，兩路線相連即為《新竹地區輕軌系統建設計畫申請書》中的路線。並向行政院爭取900萬元經費來規劃新竹輕軌捷運，其後獲交通部核准推動G/PRT快捷運輸系統。
2014年11月，新捷開發公司向市府提出「民間自行規劃參與新竹市大新竹GRT系統建置興建營運移轉公共建設案」案，於新竹市採GRT系統興建大眾捷運系統，規畫建設一「光復線」，自光復地區經新竹車站後以新莊車站為終點，設11站，全線採高架方式建置，預留三條延伸線的空間，新竹市政府交通處長期許此能以中、短程人數的載客量，來紓解竹科到市區的交通問題。隔年1月，新竹縣縣長邱鏡淳與新捷開發公司、荷蘭個人捷運系統公司2getthere簽署備忘錄，希望共同推動該系統，在該會議上的路線圖則分為紅、黃、綠、藍四線，並預留四條延伸線。
同時新竹市政府則因政黨輪替，2015年初態度轉為認為還得再審慎評估；並提出先行駛兩條輕軌先導公車，分別是香山到高鐵的綠線，以及南寮到竹中的藍線，兩線後來於年底及隔年初開始行駛。2015年4月14日，新竹市政府召開「大新竹GRT捷運系統民間自提BOT案」審查會議，委員相繼提出「不該把困難交給政府解決」、「簡報與規劃構想書不一致」、「看不出可行性」、「要求政府承諾事項不合理」、「人口不足」及「資本額不符法律規定」等意見，否決該案。
在民間推動GRT系統的同時，2014年12月，《新竹地區輕軌系統建設及周邊土地開發計畫可行性研究》以經費800萬招標完成，新竹地區輕軌開始進行可行性研究。在可行性研究中，評估新竹縣市共有6條潛力路線:4-21；礙於預算等考量，將之整併為2條可互相直通的路線，大致沿用了2012年提出的《新竹地區輕軌系統建設計畫申請書》中的路線，其中新莊車站至竹北車站這條列為第二階段:4-29。兩階段共21.7公里，設24個平面車站、3個高架車站，預算為257.61億元:9-2。該可行性研究於2015年5月完成期中報告審定，在2016年完成期末報告並送出，但期末報告未獲審定:13。

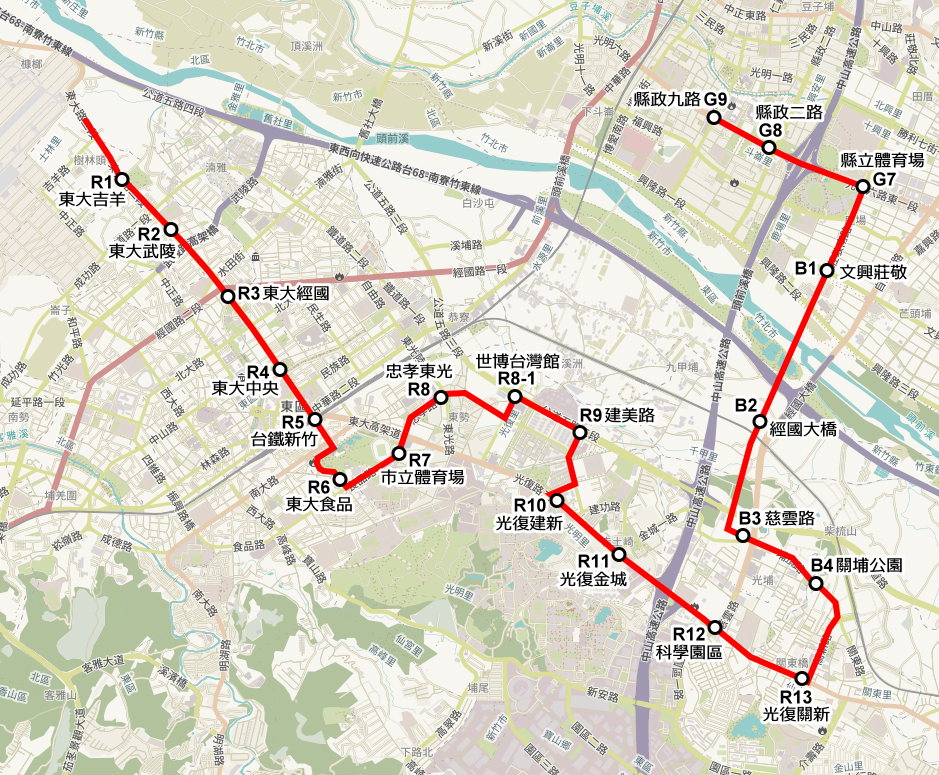
2012年建設計畫申請書內的優先路線
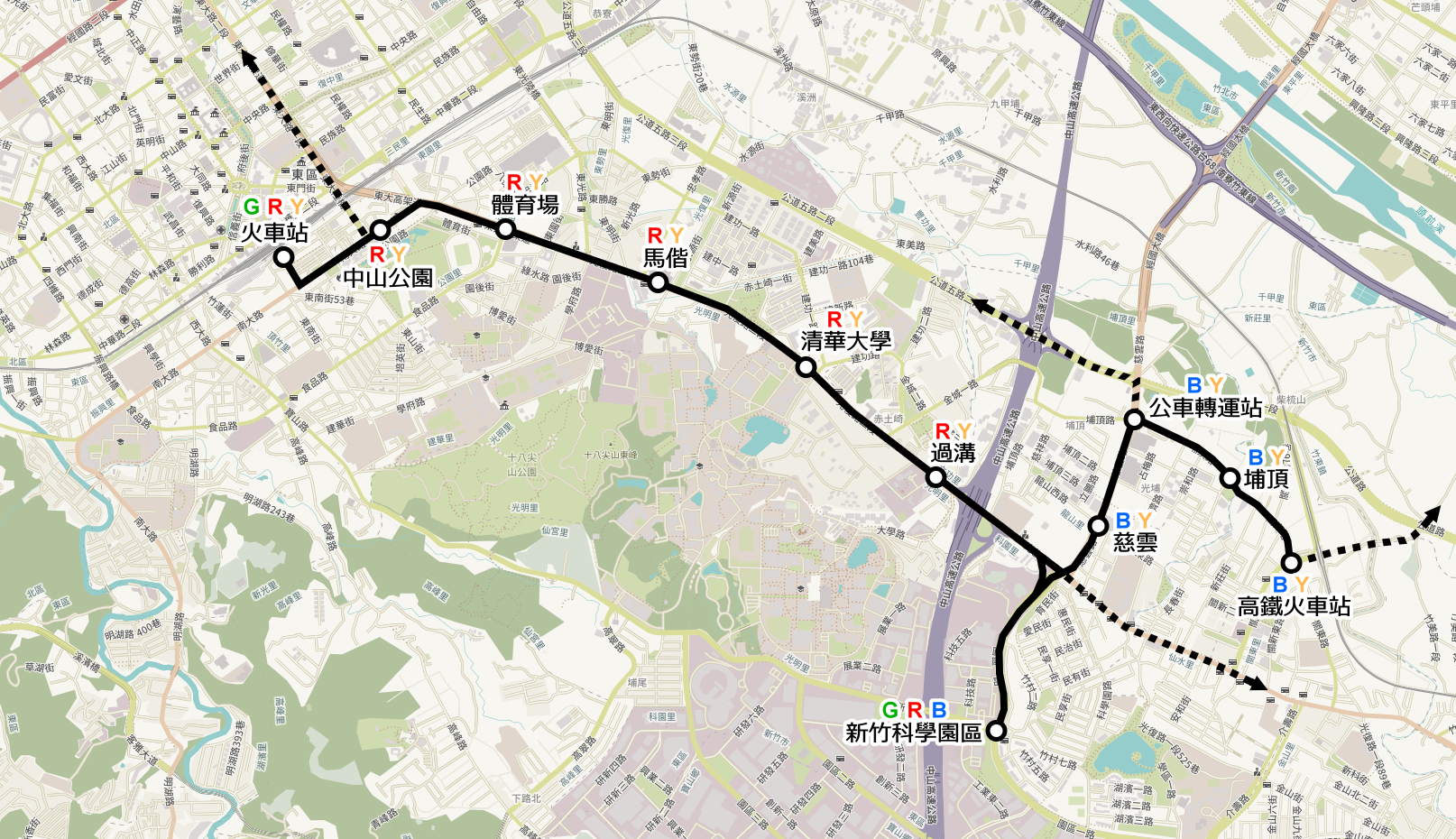
2015年1月新竹縣府簽署備忘錄的GRT系統路線圖[f]
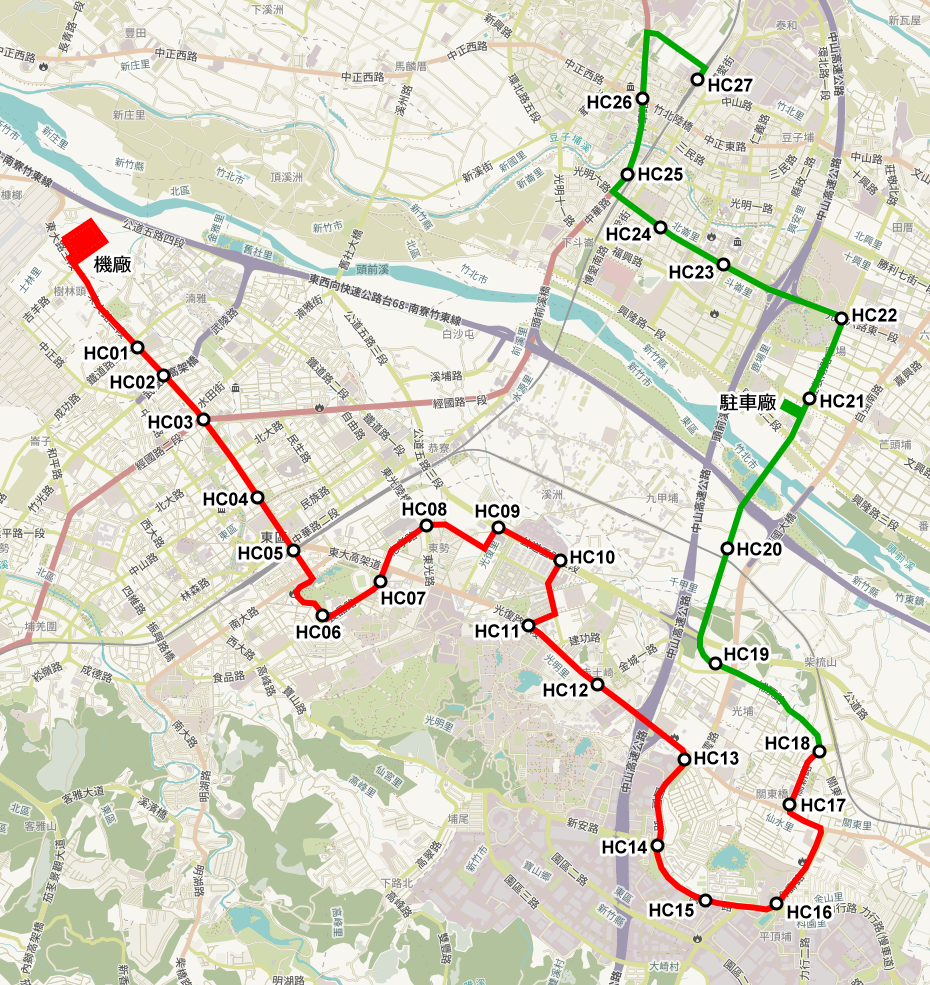
2015年5月可行性研究期中報告內的路線，紅色為第一階段，綠色為第二階段

### 新竹環線輕軌

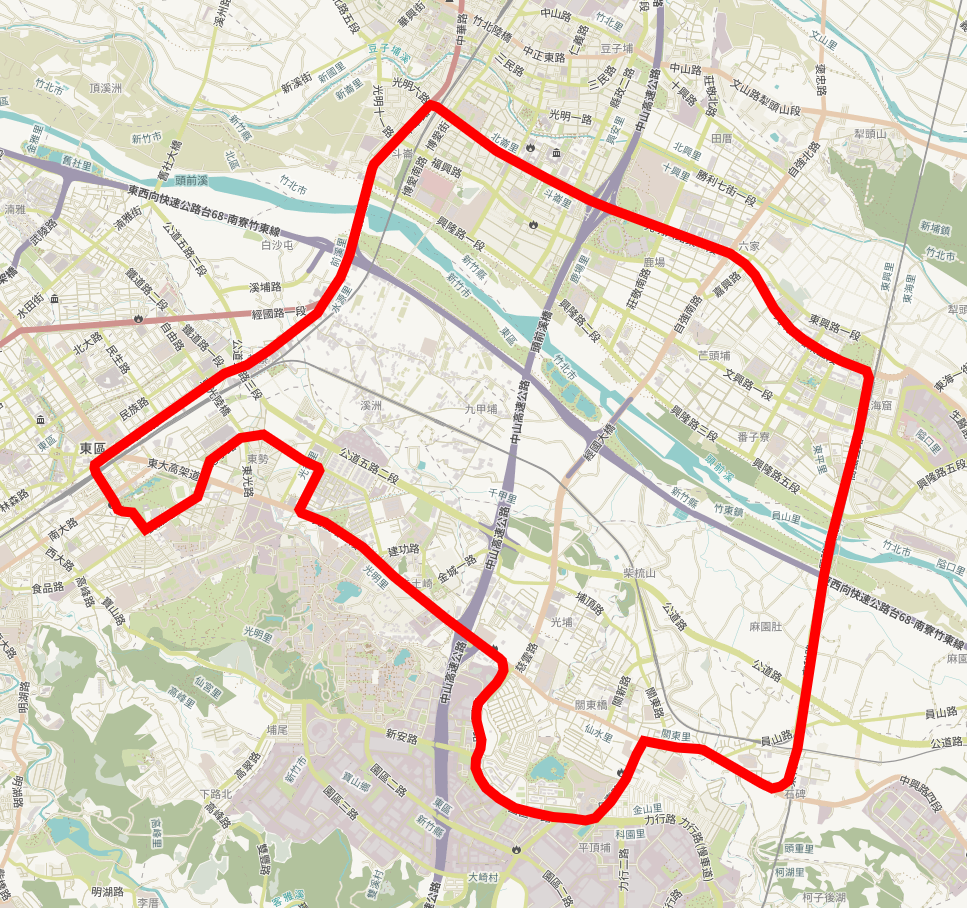
2017年4月前瞻計畫書中的新竹環線輕軌路廊

2017年2月6日，蔡英文政府提出前瞻基礎建設計畫。同月16日，新竹市市長林智堅提出「大新竹輕軌路網計畫」，預計串聯高鐵特定區、竹科、新竹市舊城區及新竹縣竹北生活圈等4大核心區，而新竹市段的預算為200億元。行政院於4月5日通過前瞻計畫核定本，該計劃書中大新竹輕軌計劃名目為「新竹環線輕軌」，路線也與2016年做的可行性研究報告路線不同，而是於新竹縣市形成一個環狀路廊，未有詳細路線、站點，預算為300億元，竹市負擔200億元，竹縣負擔100億元；而第一階段自新竹車站至新竹高鐵站約14.5公里長。同年8月，新竹市政府向中央爭取到2400萬元經費，開始進行新竹環線輕軌可行性研究及新竹市大眾捷運系統整體路網評估計畫，由中興顧問公司負責，並同時配合新竹大車站平台計畫。
2020年3月，新竹市大眾捷運系統整體路網評估計畫完成並送審交通部，交通部鐵道局於4月22日進行審查。該報告中，僅規劃了新竹市的路網，共計三線，並以紅線為先期路線，而新竹縣段只沿用了六家線路廊以及保留延伸的介面。新竹縣縣長楊文科對此抗議環線輕軌未經過竹北形成環狀是欺騙民眾、只顧竹市未能照顧到新竹縣民權益，並認為先期路網的紅線與六家線重複且行車時間更久，應當以新竹縣規劃的自高鐵經竹北市光明六路轉中華路到新竹市的藍線為優先。而新竹市政府則回應與新竹縣政府多次開會來整合路網，縣府卻遲遲無法提出充分資料，怕前瞻計畫經費遭取消才僅送審新竹市部分的路網，並籲新竹縣政府自己進行捷運路網評估。而楊文科則指出整體工程經費357.74億元，不符經濟效益與人民需求，其中竹科負擔的25%，應當拿來興建多座跨頭前溪橋、拓寬竹科道路、闢建停車場和增加公車路線班次，比輕軌計劃實用，他不打算再去爭取輕軌。